# Lubycza Królewska
Lubycza Królewskaⓘ é um município no leste da Polônia. Pertence à voivodia de Lublin, no condado de Tomaszów e sede da comuna urbano-rural de Lubycza Królewska.
Nos anos 1975−1998, a cidade estava localizada na voivodia de Zamość.
A cidade está localizada na Roztocze Oriental, na antiga terra de Belz, na estrada nacional n.º 17. Estende-se por uma área de 3,9 km², com 2 408 habitantes, segundo o censo de 31 de dezembro de 2021, com uma densidade populacional de 617,4 hab./km².

## História
Antigo assentamento valáquio, o povoado teve os direitos de cidade nos anos de 1759 a 1787. Antiga propriedade real. Antes de 1939, 90% dos 1 000 habitantes eram judeus. Durante a Segunda Guerra Mundial, na manhã de 4 de outubro de 1942, houve uma pacificação sangrenta de Lubycz Królewska, Lubyczy-Kniazie, Szalenik e Żyłka, realizada pelos invasores alemães. Naquela época, os alemães assassinaram cerca de 53 civis inocentes. O pretexto foi uma falsa acusação de civis por vigias da guarda do campo de extermínio alemão SS-Sonderkommando Belzec em Bełżec, que guardavam os cavalos do comandante do campo SS-Hauptsturmführer Gotlieb Hering - por incendiar um estábulo com três cavalos. Os autores do incêndio criminoso eram guardas bêbados do campo de extermínio. A vingança (baseada em falsas acusações dos vigias) do comandante do campo de extermínio alemão em Bełżec, Gotlieb Hering, contra a população civil foi sangrenta. Ele partiu à frente de cerca de cem guardas e vigias alemães do campo para assassinar os civis ao redor.
Em Lubycza Królewska, os alemães assassinaram 24 pessoas. Algumas das vítimas do assassinato foram enterradas na igreja de Nossa Senhora do Rosário, em Lubycza Królewska. Em 21 de julho de 1944 a cidade foi capturada pelo Exército soviético. A vila tem um cemitério judeu com uma área de 40 ares, uma igreja paroquial de 1904, neogótica, com a imagem da Virgem Maria com o Menino Jesus, do século XVI, originária de Rawa Ruska, e um monumento aos soldados poloneses mortos na luta com partidários do Exército Insurreto Ucraniano (UPA). Em 1 de janeiro de 2016, Lubycza Królewska recuperou seus direitos municipais. Zatyle-Osada e Dęby também foram incorporadas à cidade recém-criada.

## Demografia
Conforme os dados do Escritório Central de Estatística da Polônia (GUS) de 31 de dezembro de 2022, Lubycza Królewska é uma cidade muito pequena com uma população de 2 163 habitantes (39.º lugar na voivodia de Lublin e 842.º na Polônia), tem uma área de 3,9 km² (50.º; penúltimo lugar na voivodia de Lublin e 883.º lugar na Polônia) e uma densidade populacional de 555 hab./km² (19.º lugar na voivodia de Lublin e 562.º lugar na Polônia). Nos anos 2002–2021, o número de habitantes aumentou 38,5%.
Os habitantes de Lubycza Królewska constituem cerca de 2,68% da população do condado de Tomaszów, constituindo 0,11% da população da voivodia de Lublin.
| Descrição                         | Total      | Total   | Mulheres   | Mulheres | Homens     | Homens  |
| --------------------------------- | ---------- | ------- | ---------- | -------- | ---------- | ------- |
| unidade                           | habitantes | %       | habitantes | %        | habitantes | %       |
| população                         | 2 163      | 100     | 1 103      | 51,0     | 1 060      | 49,0    |
| superfície                        | 3,9 km²    | 3,9 km² | 3,9 km²    | 3,9 km²  | 3,9 km²    | 3,9 km² |
| densidade populacional (hab./km²) | 555        | 555     | 283,1      | 283,1    | 271,9      | 271,9   |

## Educação
A cidade possui um jardim de infância local, o Complexo Escolar, que inclui a Escola Primária General Nikodem Sulik. Além disso, a educação também é ministrada pela Escola Secundária.

## Monumentos históricos
- Cemitério grego-católico “novo”, de meados do século XIX[11]
- Campanário de madeira movido de Teniatysk, 1754, 1988[11]

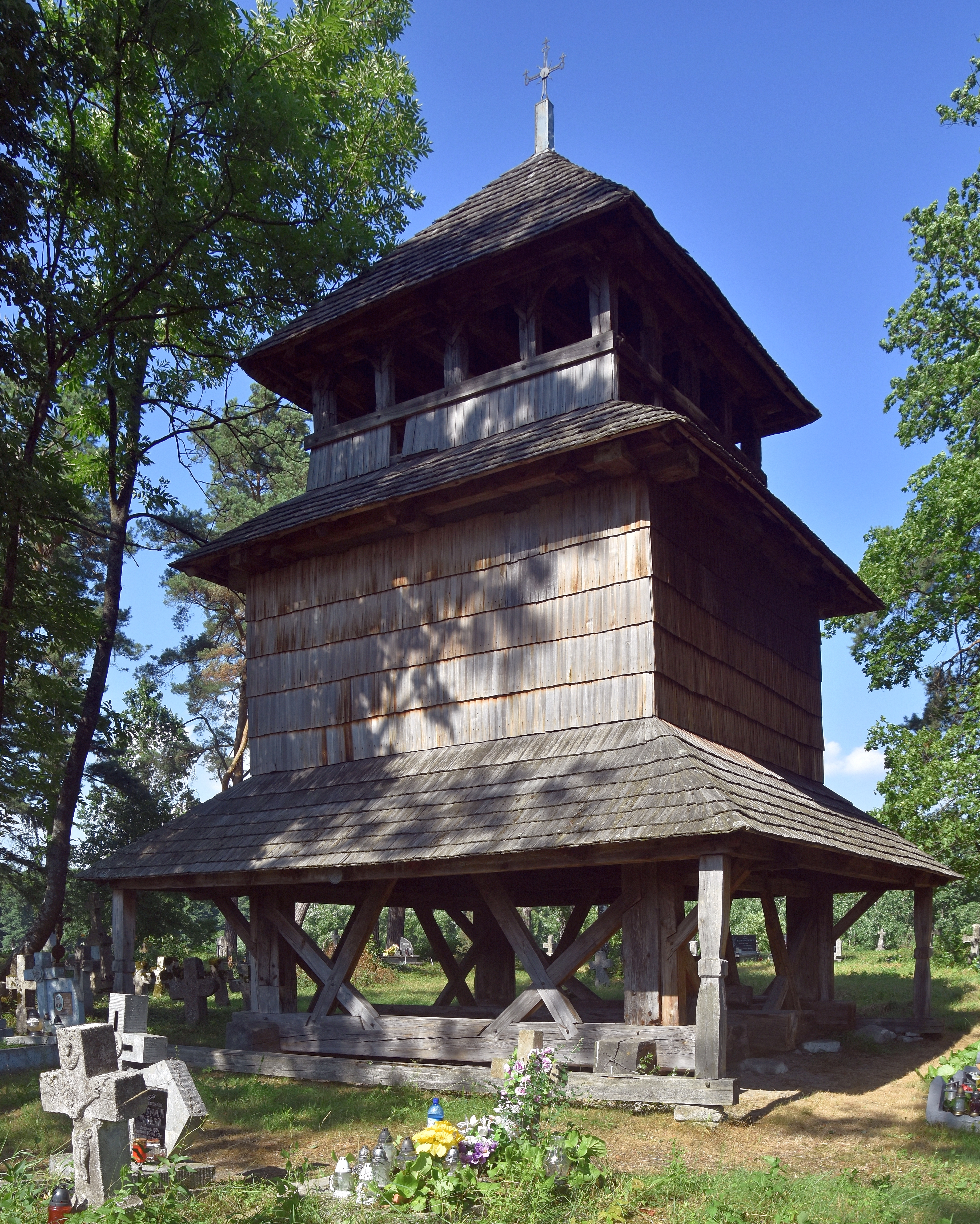
Campanário de Teniatysk
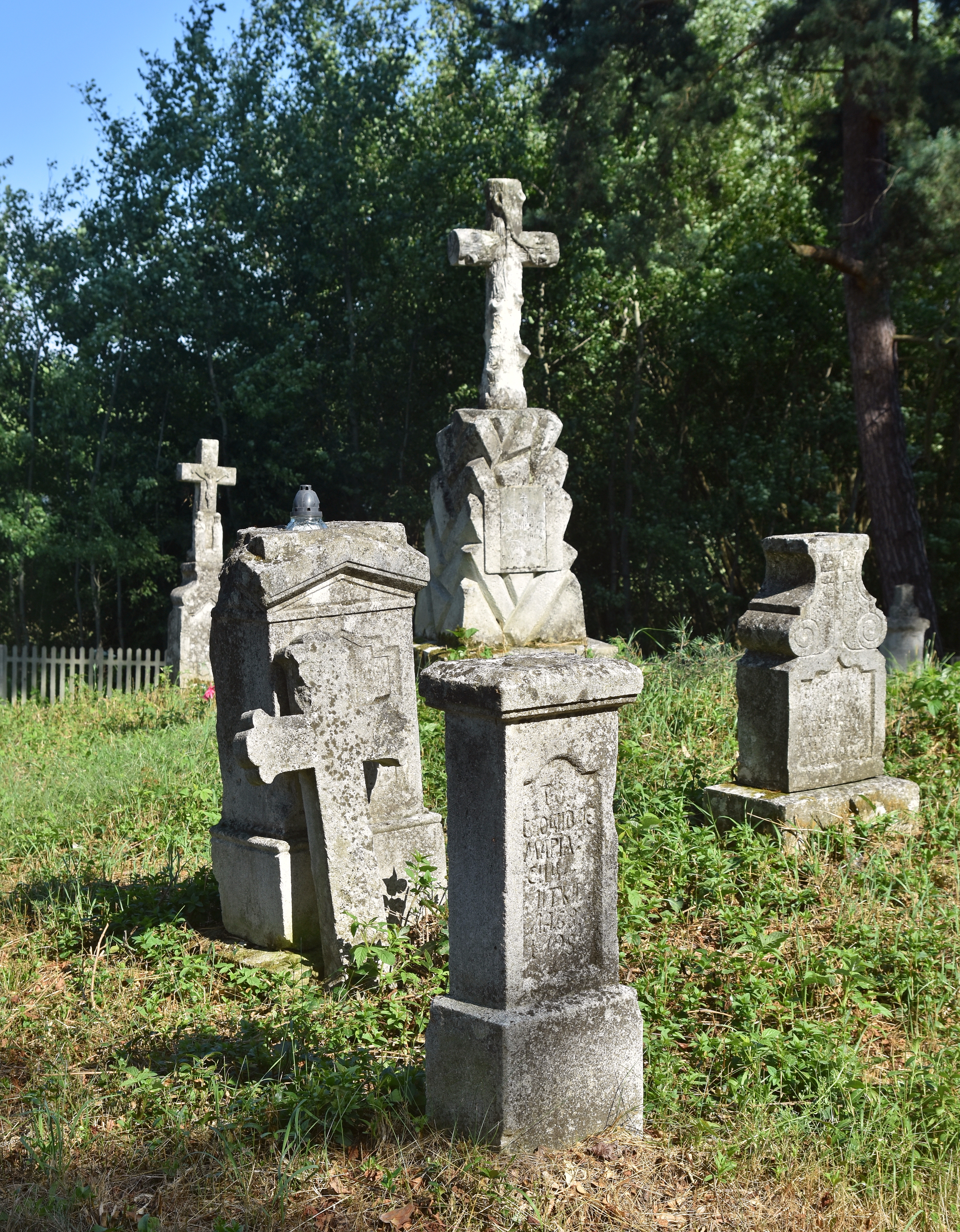
Cemitério histórico
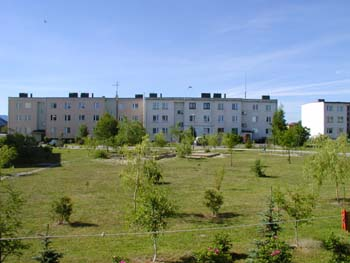
Conjunto habitacional LSM

## Esportes

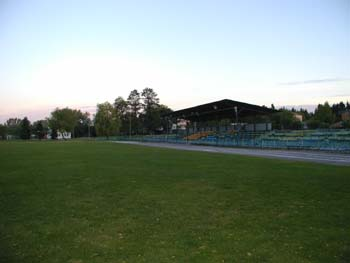
Estádio em Lubycza Królewska

- Nome completo: Gminny Ludowy Klub Sportowy Granica Lubycza Królewska[12]
- Fundado em 1976
- Cores: vermelho-verde-azul
- Endereço: rua Parkowa 4, 22–680 Lubycza Królewska
- Estádio Municipal de Lubycza Królewska
- Capacidade: 720 lugares (224 cobertos)
- Campo de jogos: 98 × 68 m
- Liga atual (a partir da temporada 2020/2021): classe distrital de Zamość
- Na rodada da primavera de 2007/2008, suas partidas na 4.ª liga foram disputadas pelo Spartakus Szarowola.
- Em 23 de outubro de 2009, um pavilhão esportivo e campo poliesportivo foram colocados em funcionamento.[13][14]

## Comunidades religiosas
Igreja Católica
- Paróquia de Nossa Senhora do Rosário[15]

Testemunhas de Jeová
- Igreja em Lubycza Królewska